# Ulrich Hellige
Ulrich Hellige es un deportista de la RDA que compitió en piragüismo en la modalidad de aguas tranquilas. Ganó dos medallas en el Campeonato Mundial de Piragüismo de 1974.

## Palmarés internacional
| Campeonato Mundial | Campeonato Mundial        | Campeonato Mundial | Campeonato Mundial |
| Año                | Lugar                     | Medalla            | Evento             |
| ------------------ | ------------------------- | ------------------ | ------------------ |
| 1974               | Ciudad de México (México) | Medalla de bronce  | K2 500 m           |
| 1974               | Ciudad de México (México) | Medalla de oro     | K4 1000 m          |